# Виа-Виа
Ви́а-Ви́а (Wia-Wia) — заповедник в Суринаме. Основан в 1961 году на побережье Атлантического океана в округе Маровейне. Площадь 36 000 га.
Заповедник был создан для охраны четырёх видов морских черепах (кожистая черепаха, оливковая черепаха, зелёная черепаха и бисса), которые откладывают в этом месте яйца. Тем не менее, место откладки яиц сместилось из-за доминирующего прибрежного течения в западную сторону и с 1972 года находится за границей заповедника.
Заповедник занимает большую площадь, покрытую песком и галечником, солёными и солоноватыми болотами, с типичной для этих экосистем фауной. К ней относятся, в частности, болотный олень, и особенно большое количество водоплавающих птиц, которые находят себе пищу и места для отдыха на открытом ровном месте, и на банке Виа-Виа. Мангровые заросли вдоль побережья в северо-восточной части заповедника стали домом для смешанных колоний цапель и красных ибисов.